# Unantastbar
Unantastbar ist eine 2004 gegründete Punkband aus Südtirol.

## Geschichte
Unantastbar wurde im September 2004 von den fünf Freunden Joachim Bergmeister, Florian Wieser, Thomas Conrater, Mathias Speranza und Christian Heiss in Brixen gegründet und ist seitdem in derselben Besetzung unterwegs. Die Mitglieder kommen aus dem Raum Brixen und Sterzing.
Von Anfang an war es das Ziel der Band, eigene, authentische Songs zu schreiben. Die Band selbst bezeichnet ihre Musik als Punkrock.  In ihren großteils autobiografischen Texte behandelt die Band Themen wie Freundschaft, Liebe, Gesellschaftskritik, Freiheit und alltägliche Situationen des Lebens. Der Sänger Joggl war als Jugendlicher, einige Jahre vor der Bandgründung, Schlagzeuger der Rechtsrock-Band Kaiserjäger, deshalb war es für Unantastbar von Beginn an wichtig, sich klar von politischem Extremismus zu distanzieren.
Im Sommer 2006 wurde im Studio der Asphalt Records bei Torgau das Debütalbum Unantastbar - Niemals wie ihr! eingespielt und bei Razorwire Records veröffentlicht. 2007 wurde eine Split-CD/LP mit Gerbenok aus Weißenfels aufgenommen und bei KB-Records unter dem Titel Oi! knocks best veröffentlicht. 2009 erschien das im Soundart-Recording Studio Roßlau und in den Newport Studios in Bruneck von Alexander Lysjakow aufgenommene Album Rebellion bei Bandworm Records.
Im Jahre 2011 folgte der Wechsel zum Label Rookies and Kings, bei dem im August 2011 das Album Schuldig erschien. Dieses erreichte in den deutschen Albumcharts den Platz 33. Das vierte Studio-Album Gegen die Stille erschien 2013 ebenfalls beim Label Rookies and Kings. Im Jahr 2014 erschien das Studio-Album Fluch & Segen und erreichte Platz 13 der deutschen Albumcharts.
Als Jubiläumsalbum erschien im Januar 2015 das Live-Best-of-Album 10 Jahre Rebellion, welches auf Anhieb Platz 15 der deutschen Albumcharts erreichte. Das Album enthält neben den besten Songs aus 10 Jahren Unantastbar eine DVD, auf welcher die Band einen Tag lang hautnah auf ein Konzert begleitet wurde, dazu zahlreiche Interviews und Rückblicke von Band und Freunden.
Das Album Hand aufs Herz (2016) erreichte Platz 5 in Deutschland und erstmals Platz 10 in Österreich.
2017 erschien mit Live ins Herz die erste live DVD/BLU-RAY der Bandgeschichte. Diese landete auf Platz 1 der offiziellen Musikvideo Charts in Deutschland.
Das Album Leben Lieben Leiden von 2018 veröffentlicht war das bis dato erfolgreichste Album der Bandgeschichte und schaffte es bis auf Platz 2 der offiziellen deutschen Albumcharts. Es wurde ebenfalls wieder von Alexander Lysjakow produziert.
Im August 2019 feierte Unantastbar das 15-jährige Bandjubiläum mit einem großen Jubiläumskonzert beim dafür aus der Taufe gehobenen Gegen die Stille- Festival auf dem ausverkauften Stadtplatz von Sterzing. Das Festival findet seitdem alle zwei Jahre statt. 
Die Band spielte und spielt Konzerte in Deutschland, Österreich, Italien und der Schweiz. Dazu zählen Auftritte bei Festivals wie dem AlpenFlair, dem Baltic Open Air, der G.O.N.D., dem Spreewaldrock Festival oder dem Ehrlich & Laut Festival.
Seit 2011 gibt es den offiziellen Supporter-Club Unantastbar United e. V, der 2013 ein eingetragener Verein wurde.
Am 5. März 2020 veröffentlichten Unantastbar die Single Wir sind die Stimme. Es war die erste Auskopplung aus ihrem aktuellen Album Wellenbrecher (Erscheinungsdatum: 28. August 2020, dt. Albumcharts: Platz 2.). Die dazugehörige Tour wurde aufgrund der Covid-19-Pandemie auf das Frühjahr 2021 verschoben.
Im Herbst 2022 gaben Unantastbar ihren Wechsel zu Napalm Records bekannt und veröffentlichten dort das Album Wir leben laut. 
2024 feierte die Band ihr 20-jähriges Jubiläum mit ausgewählten Jubiläumskonzerten, daraus entstand das Live-Album Wir leben laut: Live. 
Anfang 2025 gaben Unantastbar die Veröffentlichung ihres neuen Albums Für immer wir bei Napalm Records und eine dazugehörige Tour durch Deutschland, Österreich, die Schweiz und Belgien bekannt. 

## Diskografie

### Studioalben
- 2006: Niemals wie Ihr! (Razorwire Records; 2012 Neuauflage bei Rookies & Kings)
- 2009: Rebellion (Bandworm Records; 2011 Neuauflage bei Rookies & Kings)
- 2011: Schuldig (Rookies & Kings)
- 2013: Gegen die Stille (Rookies & Kings)
- 2014: Fluch & Segen (Rookies & Kings)
- 2016: Hand aufs Herz (Rookies & Kings)
- 2018: Leben, Lieben, Leiden (Rookies & Kings)
- 2019: 15 Jahre Rebellion (Rookies & Kings)
- 2020: Wellenbrecher (Rookies & Kings)
- 2022: Wir leben laut (Napalm Records)
- 2025: Für immer wir (Napalm Records)

### Livealben
- 2015: 10 Jahre Rebellion (Rookies & Kings)
- 2024: Wir leben laut: Live (Napalm Records)

### Splits
- 2007: Oi! Knocks Best! mit Gerbenok (KB-Records)

### Singles
- 2012: Das Stadion brennt (Rookies & Kings)
- 2012: Keine Angst (Rookies & Kings)
- 2014: Für immer mein (Rookies & Kings)
- 2015: Aus dem Nebel (Rookies & Kings)
- 2016: Gerader Weg (Rookies & Kings)
- 2016: Bis nichts mehr bleibt (Rookies & Kings)
- 2017: Unsere Waffen (Rookies & Kings)
- 2017: Du fehlst (Rookies & Kings)
- 2020: Wir sind die Stimme (Rookies & Kings)
- 2020: Tausend Gedanken, tausend Bilder (Rookies & Kings)
- 2020: Alles was zählt (Rookies & Kings)
- 2020: Für immer wir zwei (Rookies & Kings)
- 2020: Ich glaube an mich (Rookies & Kings)
- 2022: Hier bin ich (Napalm Records)
- 2022: Wir leben laut (Napalm Records)
- 2022: Die Hand, die ich mir reichte (Napalm Records)
- 2022: Ich will euch wiedersehen (Napalm Records)
- 2023: Hey Ho (Napalm Records)
- 2025: Ich will nicht (Napalm Records)

### Gratis-Lieder
- 2016: Für das Leben
- 2019: Langsam wochs' ma z'amm
- 2021: Eine weiße Rose

### Sampler
- 2008: Soundtrack der Straße II
- 2010: OTP Drinking Class Compilation Vol.2
- 2011: Deutsch rockt! - Lektion 1
- 2018: Rookies & Kings - Volume 1

### Videoalben
- 2010: Total Oi! Festival 2009 DVD
- 2017: Live ins Herz (Rookies & Kings)

### Musikvideos
- 2011: Schuldig
- 2012: Gefangen
- 2012: Hoch das Glas
- 2013: Ich gehöre mir
- 2014: Für immer mein
- 2014: Dein Stein
- 2014: Das Stadion brennt
- 2015: Aus dem Nebel
- 2015: Gerader Weg
- 2016: Bis nichts mehr bleibt
- 2016: Ihr könnt mich alle mal
- 2016: Für das Leben
- 2017: Gegen den Strom
- 2017: Unsere Waffen
- 2017: Du fehlst
- 2018: Nur noch diese Lieder
- 2019: Vielen Dank
- 2020: Wir sind die Stimme
- 2020: Tausend Gedanken, tausend Bilder
- 2020: Alles was zählt
- 2020: Für immer wir zwei
- 2020: Ich glaube an mich
- 2022: Hier bin ich
- 2022: Wir leben laut
- 2022: Die Hand, die ich mir reichte
- 2022: Ich will euch wiedersehen
- 2023: Hey Ho
- 2025: Ich will nicht